# Гребля Харреза
Гребля Харреза (Harreza) – гідротехнічна споруда на півночі Алжиру.
Греблю спорудили з метою іригації в 1984 році на уеді Земмур (Zemmour), який є лівою притокою уеду Челіф в його середній течії, де він тривалий час тече між хребтами Тель-Атласу у західному напрямку перш ніж прорватись через північний з них та досягнути Середземного моря за сім десятків кілометрів на схід від Орану. Головним призначенням споруди є іригація.
В межах проекту долину уеду перекрили земляною греблею висотою 41 метр, яка утворила водосховище з проектним об’ємом 70 млн м3 та фактичним об’ємом 76,7 млн м3.
Водозбірний басейн вище від споруди складає 143 км2. Додатковий ресурс до сховища подавали в зимовий період з уеду Челіф за допомогою насосної станції, втім, станом на початок 2000-х від цього відмовились через зависоку вартість витраченої електроенергії (при цьому існує проект перекачування до Харреза ресурсу з водосховища греблі Дердер, яка створена на ще одній лівій притоці Челіфу).